# Leonardo Gaciba da Silva
Leonardo Gaciba da Silva (Pelotas/Rio Grande do Sul, 1971. június 26. –) brazil nemzetközi labdarúgó-játékvezető, sportkommentátor (Rádió Gaucha, RBS TV.2, SporTV.3 és Globo TV).

## Pályafutása

### Nemzeti játékvezetés
A játékvezetői vizsgáját 1993-ban tette le, ezt követően a Gaucho Labdarúgó-szövetség (FGF) által működtetett labdarúgó bajnokságokban kezdte szolgálatát. Nemzeti labdarúgó-szövetségének megfelelő játékvezető bizottságai minősítése alapján jutott magasabb osztályokba. A küldési gyakorlat szerint rendszeres 4. bírói, illetve alapvonalbírói szolgálatot is végzett. 1998-ban lett a Brasileirão játékvezetője. A küldési gyakorlat szerint rendszeres partbírói szolgálatot végzett. A nemzeti játékvezetéstől 2010-ben vonult vissza. Série A mérkőzéseinek száma: 67 (2010. augusztus 29.).

### Nemzetközi játékvezetés
A Brazil labdarúgó-szövetség (CBF) Játékvezető Bizottsága (JB) terjesztette fel nemzetközi játékvezetőnek, a Nemzetközi Labdarúgó-szövetség (FIFA) 2005-től tartja nyilván bírói keretében. A FIFA JB központi nyelvei közül a angolt és a spanyolt beszéli. Több nemzetek közötti válogatott, COMNEBOL  tornák, Copa Libertadores valamint Copa Sudamericana mérkőzést vezetett, vagy működő társának 4. bíróként segített. A nemzetközi játékvezetéstől 2009-ben búcsúzott.

#### Labdarúgó-világbajnokság
A világbajnoki döntőkhöz vezető úton Dél-Afrikába a XIX., a 2010-es labdarúgó-világbajnokságra a FIFA JB játékvezetőként alkalmazta. Selejtező mérkőzéseket az COMNEBOL zónában vezetett.

##### 2010-es labdarúgó-világbajnokság

###### Selejtező mérkőzés
| Időpont             | Helyszín                       | Mérkőzés típusa           | Mérkőzés         | Eredmény | Nézők száma |
| ------------------- | ------------------------------ | ------------------------- | ---------------- | -------- | ----------- |
| 2008. június 18.    | Hernando Siles Stadion, La Paz | előselejtező (6. forduló) | Bolívia–Paraguay | 4 – 2    | 8561        |
| 2008. szeptember 6. | El Campín Stadion, Bogotá      | előselejtező (7. forduló) | Kolumbia–Uruguay | 0 – 1    | 35 024      |

## Szakmai sikerek
A Brazil Labdarúgó-szövetség Játékvezető Bizottsága négy alkalommal (2005, 2006, 2007, 2008) az Év Játékvezetője megtisztelő címmel jutalmazta.